# Castro de los Moros
El castro de los Moros (en gallego: castro dos Mouros) son las ruinas de un castro de la Edad del Hierro situado en Soutelo Verde, un pueblo del municipio de Laza, en la provincia de Orense (España).

## Ubicación
Las ruinas del castro se encuentra en Soutelo Verde, un pueblo de la parroquia de Castro de Laza en el municipio de Laza, en la provincia de Orense (España). Se encuentra cerca de Carraxó, al otro lado de la carretera OU-113, en una ladera de difícil acceso del valle del río Támega, en las estribaciones occidentales de la Sierra de Meda, una prolongación de la Sierra de San Mamede.
El lugar actualmente es un helechal en el lugar llamado «Castro de los Moros» (en gallego: Castro dos Mouros), cerca de la estatua-menhir de Rebordiño. Se trata de un piedra de granito de 1,88 m de altura, 0,76 m anchura y 0,40 m espesor. Presenta una protuberancia en la parte superior que se ha interpretado como una cabeza. A un tercio de la altura presenta dos escotaduras que buscan la forma antropomorfa de que se puede ver en otras estatuas-menhir de este tipo.
En la zona se han encontrado también hasta 78 petroglifos, estando el «de las Herraduras» (en gallego: das Ferraduras) en Soutelo Verde. El petroglifo das Ferraduras está formado por cuatro o cinco cazoletas y un signo en forma de herradura.

## Descripción
El Castro fue una población fortificada de la cultura castreña que posiblemente estuvo poblada por los tamaganos, tribu celta que recibe su nombre del río Támega. El poblado estaba rodeado por un enorme foso que protegía el 80% del perímetro, de 10 metros de ancho y 7 metros de profundidad en algunos tramos. Del poblado no se conservan restos de muralla o construcciones y ha sido muy alterado por las actividades forestales.

## Historia
El menhir de Rebordiño fue olvidado por la documentación oficial ya que no forma parte de ninguna linde entre aldeas o parroquias. Sin embargo, un pastor local de Carraxó conservaba una leyenda que dice que el menhir es un hombre que se atrevió a tratar de robar la clave de oro que sostenía la bóveda que había debajo del Castro dos Mouros. Como castigo, el rey moro lo convirtió en piedra.
Del castro dos Mouros existía todavía memoria de un asentamiento y de que se hallaban piedras en el lugar, que por su descripción pudieron ser capiteles y sillares.